# Kiméra (biológia)
A kiméra fogalma a biológiában genetikai mozaikra utal, ezek közül is azokra az élőlényekre, akik kettőnél több ivarsejtből jöttek létre. Általában két csoportra, elsődleges és másodlagos kimérákra osztják, annak alapján, hogy a megtermékenyülés során lépett fel a genetikai többlet, vagy az egyedfejlődés későbbi fázisában, sejtcsere vagy más transzplantáció révén.
A többsejtű élőlények nagy többségének összes sejtje azonos genetikai információt hordoz, kromoszómái vagy azonosak a szülőével, vagy a váltivarúaknál a két szülő egy-egy fél kromoszómakészletének összességével. A zigóta sejtjeinek osztódásánál azonban bekövetkezhet olyan genetikai esemény, aminek során a megváltozott tulajdonságú sejtek életképesek maradnak, tovább osztódnak, tulajdonságaikat átadják utódsejtjeiknek is, mely utódok együtt maradva mozaikfoltot alkotnak. Ha az embrióba idegen eredetű genetikai információ épül be, vagy több embrió olvad össze, az is mozaikot alkothat. Kiméráról három vagy annál több génkészlet jelenléte esetén beszélünk, olykor szóba jöhet a többes apaság is.

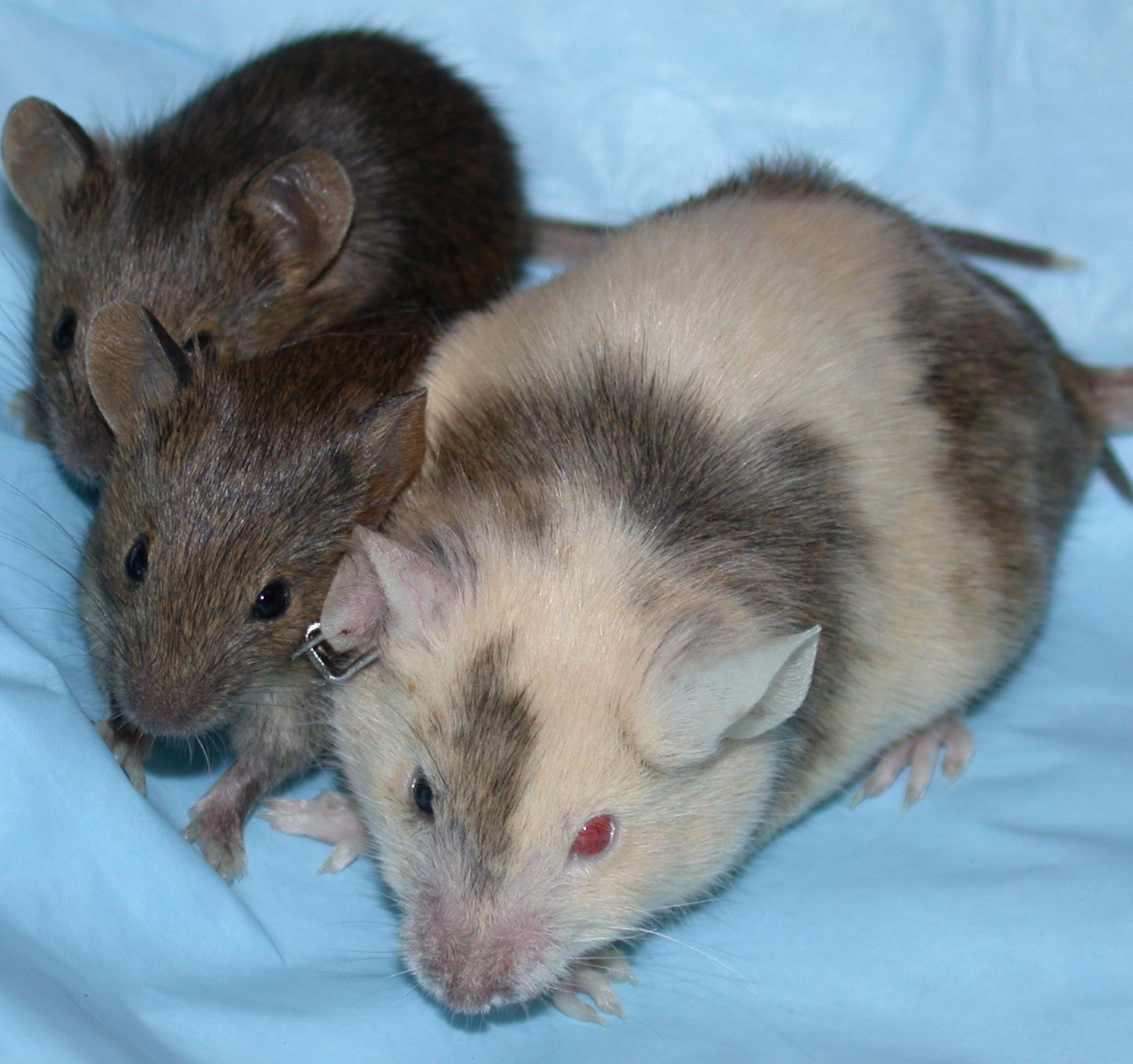
Kiméra egér az utódaival

## Fajtái

### Elsődleges

#### Polispermia
Két (vagy több) ondósejt által megtermékenyített egyetlen petesejt esetében beszélünk polispermiáról. Extrém esetben akár három ondósejt is megtermékenyíthet egy petesejtet. Az így létrejött embrió az első esetben három, a másodikban négy génkészlettel rendelkezik. (Egy anyai és kettő vagy három apai.) Ez az az eset, amikor több különböző apa is előfordulhat, ahogyan ez már ember esetében is bizonyított.

#### Számfeletti sejtmagos

##### Sarkitestes
A számfeletti sejtmag a sarkitestből származik. Az első két sarkitest a primer oocyta első, meiotikus osztódásával keletkezik (secunder oocyta), a haploid petesejt a meiózis végén alakul ki, amikor egy újabb sarkitest jön létre. A meiózis végterméke tehát három sarkitest és egy petesejt. Mindhárom sarkitest részt vehet egy extra megtermékenyítésben. A sarkitestes elsődleges kimérában három génkészlet van jelen. (Egy anyai és két apai.)

##### Aggregációs
Két külön-külön megtermékenyített petesejt az egyedfejlődés korai szakaszában összeolvadhat, ilyen módon egyetlen utód jön létre négy ivarsejtből. Az ilyen kiméra négy génkészlettel rendelkezik, ezek az egyes sejtekben kettesével, meghatározott párokban vannak jelen.

#### Injekciós
Mesterséges kimérák, ahol az embrióba máshonnan származó sejtek befecskendezésével juttatnak eltérő genetikai információt.

### Másodlagos
A másodlagos kimérák az egyedfejlődés későbbi szakaszaiban alakulnak ki. Tipikus eset az emlősöknél, amikor a méhlepény véredényein keresztül az anyai sejtek, vagy a szomszédos embriók sejtjei cserélődnek ki.

#### Transzplantáció

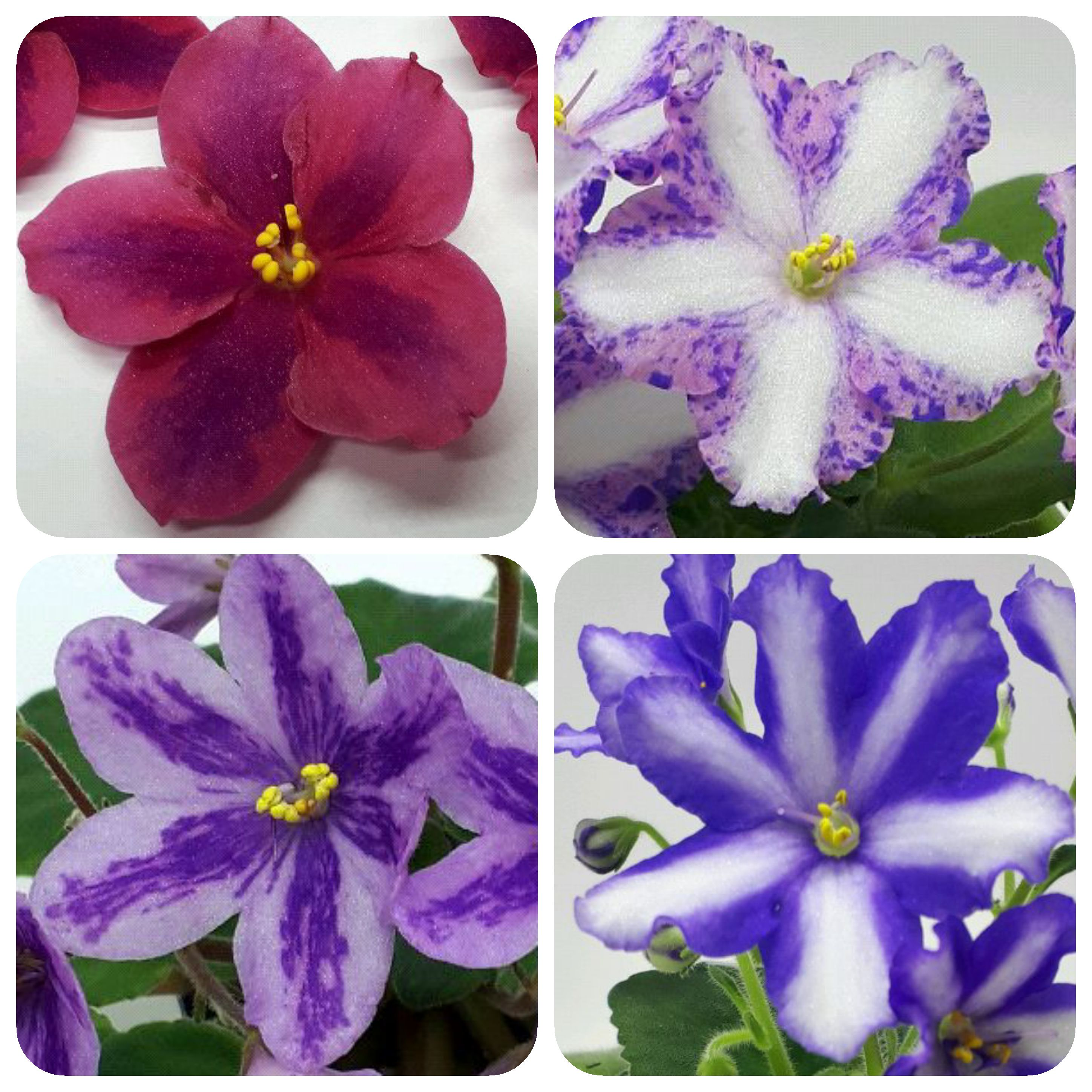
Afrikaiibolya-kimérák

A transzplantációs kimérák a növényvilágban gyakoriak, az emberi közreműködés révén még gyakoribbá váltak: ezek az oltványok. A beoltott vad alany az oltóvessző tulajdonságai szerint kezd működni, szélsőséges esetben előfordulhat, hogy szilvafán barack teremjen. Ez a példa önmagában mutatja, hogy kiméra nemcsak nemzés útján jöhet létre, hanem az egyedfejlődés egészen késői szakaszaiban is. Sejtek vagy szövetek beültetésével gyakorlatilag bármely egyedfejlődési szakaszban létrehozhatók transzplantációs kimérák, gyakorlatilag minden szervátültetéssel is ilyen keletkezik. A csontvelő átültetése során például a donor sejtjei termelik a vérsejteket, így a teljes vérrendszer más genetikai információkat hordoz, mint a gazdaszervezet.